# Ferran Girbal i Jaume
Ferran Girbal i Jaume (Girona, 1876 - Girona, ?) fou un novel·lista, poeta i dramaturg català. Fill d'Enric Claudi Girbal i germà d'Eduard Girbal, aficionats a la literatura com ell, va donar a llum un llibre de poemes i diverses novel·les, com La Dolors (1987), Àngela (1894), L'hereu del molí (1897) i La sort de Baronelli (1925). D'ell són sengles versions al català de Tot va bé si acaba bé, de Shakespeare (1909 - Biblioteca Popular dels Grans Mestres) i Càntic de Nadal, de Dickens (1910).